# ASC Nasr de Sebkha
El ASC Nasr de Sebkha es un equipo de fútbol de Mauritania que participa en la Liga mauritana de fútbol, la liga de fútbol más importante del país.

## Historia
Fue fundado en el año 1999 en la ciudad de Sebkha, ganando el título de liga en 3 ocasiones y la copa del Presidente de la República en 1 oportunidad.
A nivel internacional ha participado en 2 torneos continentales, en los cuales nunca ha avanzado más allá de la primera ronda.
En la temporada 2010-11 fueron excluidos del torneo de Primera División por no cumplir con los reglamentos de competición.

## Palmarés
- Liga mauritana de fútbol: 3

2003, 2005, 2007
- Copa del Presidente de la República: 1

2006
- Supercopa de Mauritania: 1

2003

## Participación en competiciones de la CAF
| Temporada | Torneo                      | Ronda      | Club             | Casa  | Visita | Global |
| --------- | --------------------------- | ---------- | ---------------- | ----- | ------ | ------ |
| 2003      | Recopa Africana             | 1          | Wydad Casablanca | 0-0   | 0-2    | 0-2    |
| 2004      | Liga de Campeones de la CAF | Preliminar | Hassania Agadir  | w.o.1 | 0-7    | 0-7    |

1- ASC Nasr de Sebkha abandonó el torneo.